# Antonino Martino
Antonino Martino (Messina, 7 settembre 1855 – Messina, 31 ottobre 1935) è stato un avvocato e politico italiano, sindaco di Messina.

## Biografia
Nato nel 1855 da una famiglia originaria di Santo Stefano Medio, si laureò in Giurisprudenza presso l'Università di Messina. Dal 1878 esercitò la professione di avvocato. 
Nel 1887 fu eletto consigliere per il Mandamento Galati e ricoprì tale carica fino al 1920. Fu consigliere comunale e assessore del Comune di Messina. Fu poi sindaco (sostenuto dal Partito Repubblicano Italiano) per quattro volte: la prima nel 1900 per pochi mesi; la seconda - dopo una pausa commissariale - dal 1900 al 1904; la terza dal 1905 al 1906; e la quarta dal 1914 al 1919. 
Mentre durante la sua prima sindacatura fronteggiò il problema della costruzione di un acquedotto civico a Messina, durante il suo secondo mandato si trovò a dover fronteggiare l'emergenza del terremoto e la ricostruzione della città. 
Dopo essersi ritirato dalla vita pubblica, sostenne la resistenza dei partiti democratici al Fascismo, a cui non volle mai aderire. 
Fu padre del politico messinese Gaetano Martino e nonno dell'ex ministro della Difesa Antonio Martino.
Morì a Messina nel 1935.